# Departamento de Córdoba
Koordinaten: 8° 24′ N, 75° 42′ W
Das Departamento de Córdoba ist ein Departamento in der Región Caribe im Nordwesten Kolumbiens.
Es grenzt im Norden an den Atlantik. Sonst ist Córdoba umgeben von den Departamentos Sucre im Osten und Antioquia im Süden und Westen.
Die Wirtschaft Córdobas gründet sich auf Viehzucht – besonders Rinder – und Landwirtschaft. Die wichtigsten Produkte sind Yuca, Bananen, Mais, Bohnen, Zuckerrohr, Sorghum und Sesam.
Auch ist die Region reich an Bodenschätzen. Eisen und Nickel, Erdöl, Cobalt, Gips und Kalkstein werden abgebaut.
Mit Antioquia teilt sich Córdoba den Nationalpark Paramillo.

## Administrative Unterteilung
Die 30 Gemeinden Córdobas stehen in der Liste der Municipios im Departamento de Córdoba.